# 劉煒 (陸軍將領)
劉煒（1906年5月4日—1969年6月24日） ，原名偉，字偉吾，廣東大埔人。黃埔軍校第四期步科畢、劉煒中將，情況較為特殊為半步兵科與半憲兵科。當廣東省立二中畢業後，經考入廣東大學，惟以當時國勢陵夷，内有軍閥割據，外受列強侵淩，加入中國國民黨投第從戎，考入黃鋪軍校第四期步科，獻身革命。劉將軍終生獻身黨國，由排、連長，積功升至憲兵司令。劉煒一生在憲兵服務歷三十四載，劉煒為「終生憲兵」代表人物之一, 厥功甚偉。將軍畢生，以負責領袖安全，保衞國家社會治安，執行軍隊紀律，維持軍風紀，爲其職責。對肅淸漢奸、與偵查貪官汚吏，不避艱險. 任內成立陸軍總部憲兵處與軍團憲兵組，建立配屬憲兵與勤務地區輪、互調制度 。1969年6月24日病逝於台大醫院，享年64歲。蒙總統頒賜「忠勤着績」及旌忠狀 。

## 軍人世家
劉煒將軍之父仙舫，遜清孝廉，壯歲即參戎幕，轉任軍職，民初敘陸軍中將。迭任南韶連鎮守使，潮海鎮守使。1920年，奉上峰命，出任廣東省梅縣縣長，銳意興革，輿論翕然。迨解甲歸田，舉邑敬仰。

## 軍事教育與訓練
- 中央陸軍軍官學校黄埔军校 第四期步科（劉煒情況較為特殊為半步兵科與半憲兵科）
- 軍政部憲兵軍官講習班
- 陸軍大學將官班乙級第三期
- 革命實踐研究院軍官訓練團高級班第一期
- 革命實踐研究院第七期
- 國防大學聯合作戰系第二期[11][12]

## 職位
- 國民革命軍第一軍憲兵營三連連長
- 軍政部憲兵第二團六連少校連長
- 憲兵第五團一營中校營長
- 憲兵訓練所軍士大隊大隊長
- 憲兵司令部教導團中校團附
- 憲兵補充團上校團長兼任中央憲兵學校教務主任
- 憲兵第五團上校團長
- 憲兵學校研究委員會少將委員
- 憲兵第五團少將團長
- 憲兵司令部少將參謀長
- 憲兵東南區司令部少將司令
- 憲兵司令部少、中將副司令
- 憲兵司令部中將司令
- 國家安全局中將設計委員[11][12]

## 最高軍級
劉煒將軍，憲兵司令部中將司令

## 早期軍事生涯
追隨蔣介石，出生入死於粵、閩、贛、浙、各戰場。北伐時，隨節南京。劉煒一生在憲兵服務歷34載，職責為負責領袖安全，保衞國家社會治安，執行軍隊紀律，維持軍風紀。1926年起任國民革命軍第一軍排長、1927年6月任第一軍憲兵營三連連長，同年8月龍潭之役， 劉煒當時任第一軍憲兵營第三連連長, 參加此役以戰功擢升少校，為其軍事生涯之初步表見。9月率憲兵參加龍潭戰役，1928年任軍政部憲兵第二團六連少校連長，1931年任憲兵五團一營中校營長，憲兵訓練所軍士大隊大隊長。同年入軍政部憲兵軍官講習班受訓，1935年起任憲兵司令部教導團中校團附、1936調升憲兵補充團上校團長兼任中央憲兵學校教務主任，1937年任憲兵第五團團長，時值抗戰爆發，擔任南京警備勤務，根據《中國抗日戰爭史》《民國檔案1937－1938年卷宗》及日本近年部分解密的《帝國陸軍東亞作戰檔案》等史料，當年憲兵共有8個團，其中憲兵3團長駐北平，而駐紮於南京的是憲兵一團（團長張鎮又兼憲兵司令部參謀長）以及以劉煒為團長的憲兵5團。 憲兵部隊確實參與了悲壯激烈的南京保衛戰，12月11日, 眼看要陷入被圍殲的絕境了，憲兵副司令兼南京代市長蕭山令忍痛當機立斷，令五團退至棉花堤後第二道防線。第二天中午雨花台陣地全線失守. 而且蕭山令還在城破之日壯烈犧牲。有關憲兵在南京保衛戰中參與的程度，雖然有不同的見解，甚至有些爭議；但是對憲兵第五團曾經參與該戰役，當無異論。當時劉煒擔任憲兵第五團團長，負責南京警備勤務，維護首都京畿治安功勳卓著。 當時劉煒並兼任傷兵管理處長. 先後收容傷兵十 餘萬，使之得以休養並撤離。 。1939年10月授國民革命軍陸軍少將。同年冬，升憲兵學校少將研究委員會委員。 1940年起回任憲兵五團少將團長，1944年夏，升憲兵司令部參謀長，1945年1月於福建成立憲兵東南區司令部，劉煒升任司令。

## 後期軍事生涯

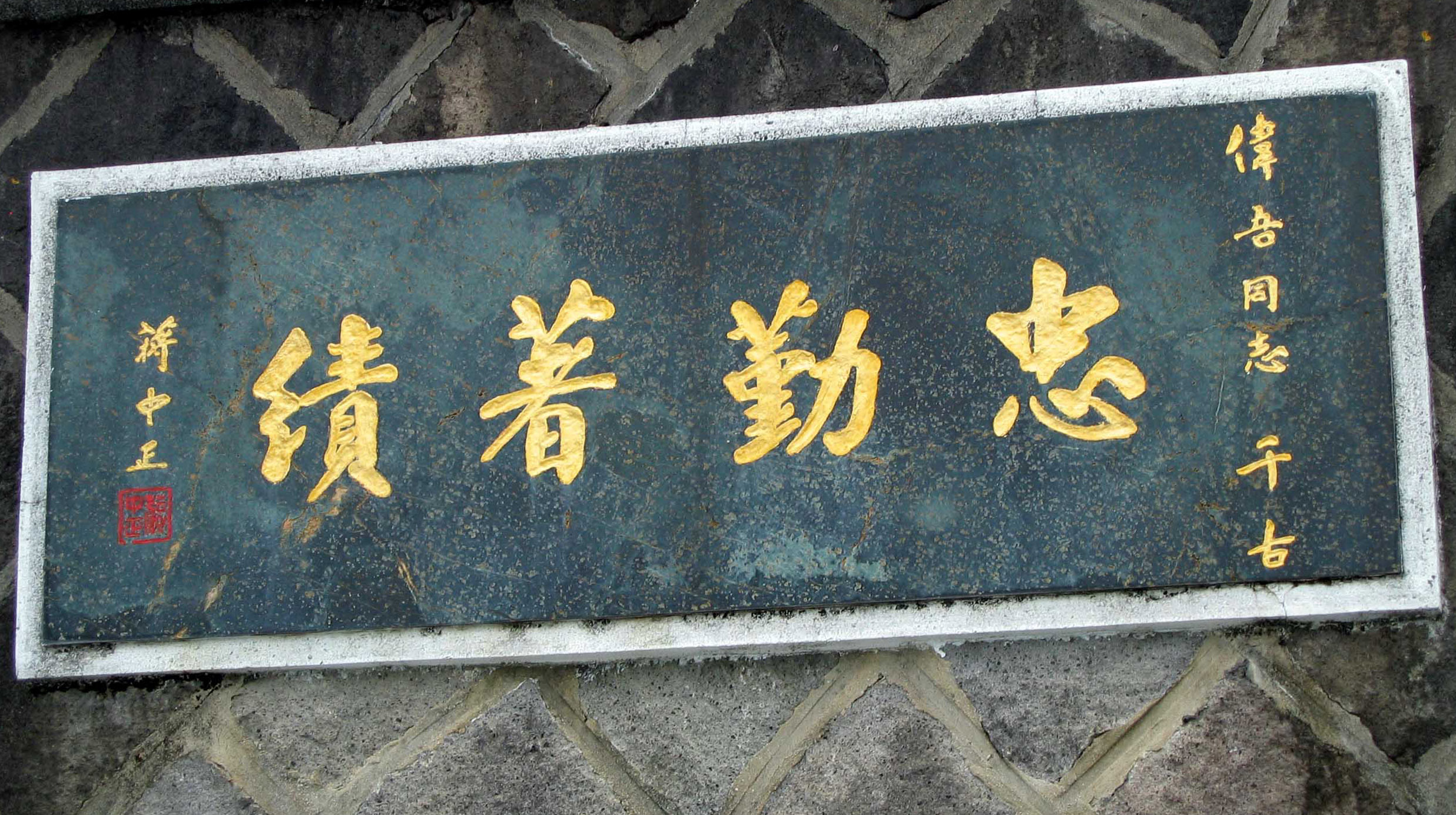
忠 勤 著 績

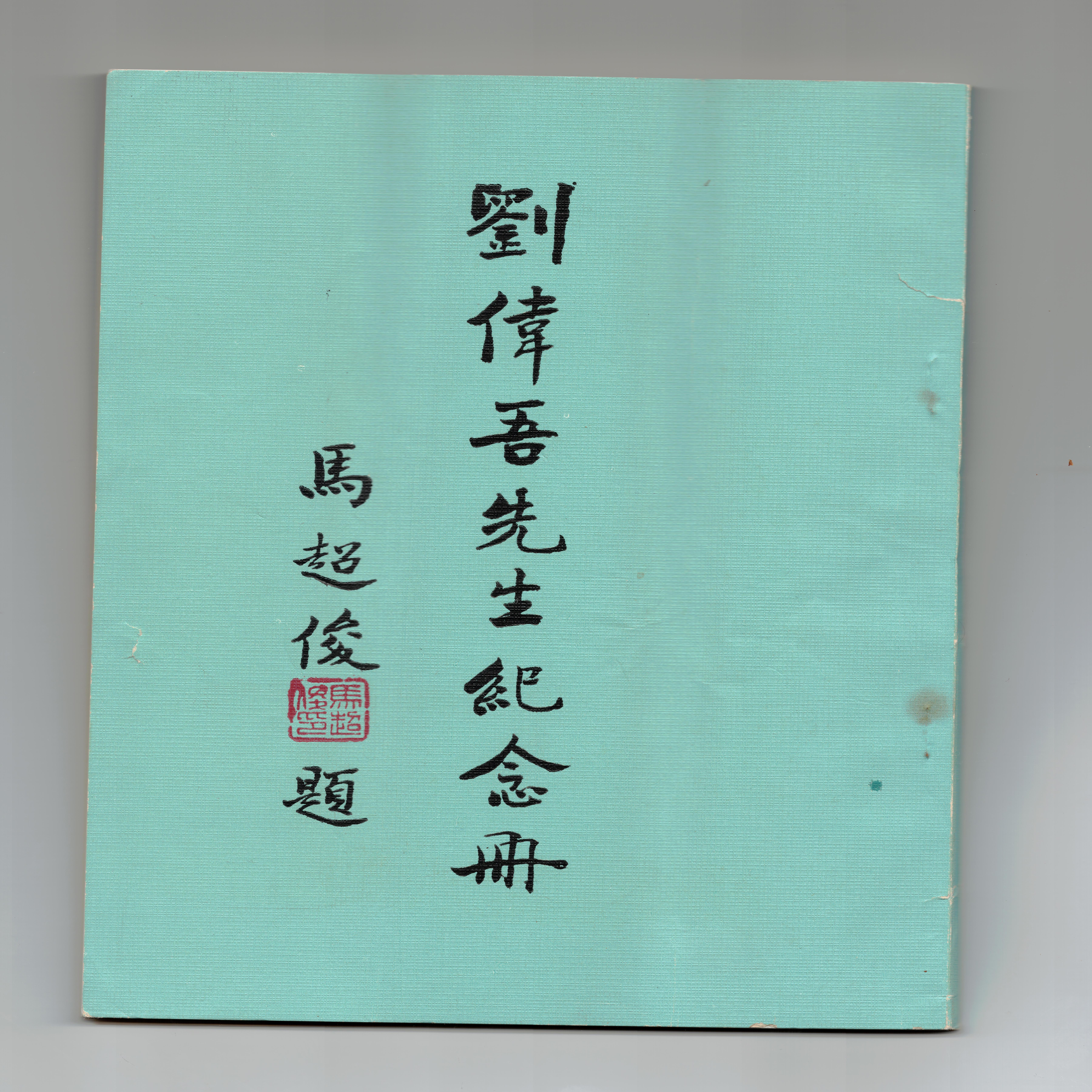
劉 煒 將 軍 之 軍 旅 事 蹟

1949年劉煒隨國府遷台，進入陸軍大學將官班第三期畢業。 1950年憲兵司令部在台復部，劉煒擔任副司令。因時任司令之黃珍吾將軍並非出身憲兵，諸多憲兵實務重建工作上仍由時任副司令的劉煒負責，例如司令部重新組織 , 法令修訂,  部 隊整訓, 勤務開展等等, 頭緒紛繁, 百端待理, 均賴劉煒埋頭苦幹, 任勞任怨 , 於最短期間 , 處理得井然有序, 使在台憲兵功 能，得以迅速恢復。
1951年國慶, 中央政府為顯揚國力, 並安定激勵 民心士氣， 決定 舉辦雙十閱兵大典. 劉煒兼 任閱兵警衛組長一職. 對警衛部署的策劃, 所需 的任務訓練及安全措施, 兵力調整, 均親自籌 劃主持. 凡任何足以影響安全的因素 ,均盡力全力預先排除。 後來歷年國慶閱兵有關警衛安排, 無論編組, 兵力, 計劃, 配備, 以及有關措施等, 大致上 都已那次經驗為基礎,  逐步修正發展。 這也可以說是劉偉所 定的規模。
1952年晉升陸軍中將。 1955年9月年升任憲兵司令。任內成立陸軍總部憲兵處與軍團憲兵組，建立配屬憲兵與勤務地區輪、互調制度。
1957年，劉煒憲兵司令任內的5月24日爆發五二四事件，肇因於駐臺美軍顧問團上士雷諾（Robert G. Reynolds）槍殺國軍少校劉自然的事件，導致民眾攻擊美國大使館。 後來蔣介石總統為了平息這項風波，將劉煒及台北衛戌司令黃珍吾、台灣省警務處處長樂幹三人免職。而行政院長俞鴻鈞則率內閣總辭（受到慰留），蔣經國則調任國軍退除役官兵就業輔導委員會主委。劉煒之免職案，識者多有為深感不平者。事發後次日，蔣總統一早就見衛戍司令部部長黃珍吾、憲兵司令劉煒、參謀總長彭孟緝。在總統侍從人員訪問記錄中， 士林官邸侍衛人員應舜仁回憶, 蔣總統“聽到劉煒與彭孟緝對於派兵緩慢一事在互推皮球，蔣總統發了很大的脾氣，拿手杖要打人，讓士林官邸侍衛人員應舜仁在旁嚇了一跳。應舜仁回憶，劉煒脾氣剛直， 據理力爭說一接到命令後立刻派出憲兵，沒有耽誤時間，似乎婉轉地認為是彭孟緝命令下得晚了一點，才發生這種事。” 在 憲兵司令部稿〈劉自然案──五二四事件檢討中，亦提及,“專以檔案來看，劉煒於5月23日雷諾被判無罪後，當日旋即對憲兵的外事勤務指示要特別地保護重要美國人士來看，他應該是有防範暴動產生的認知。”「憲兵司令部稿」（1957年5月23日），〈劉自然案──五二四事件檢討〉，《國防部憲兵司令部》，檔案管理局藏，檔號：0046/0552/1024。 在 江 南 〔劉宜 良 〕所著的蔣 國傳 中，亦以為台灣高層不可能不事先知 情 ，而且甚至有默許或縱容之可能 。他認為劉煒, 黃珍吾及樂幹三人 、實 為代罪者而己 。
曾咨翔在其深度研究後所著的 "劉自然事件再探" 中的評論 ，也許可以用來作五二四事件及劉煒被免職的背景的一個相當持平的結論 。曾氏說 ”整合上述的疑點：動員學生, 蔣經國負擔政治責任與陳誠的不作為來看，若要論述蔣總統全不知情，在威權體制下，也過於牽強。或許可以解釋為，當初規劃可能只是抗議美國大使館，沒料到擦槍走火，爆發砸毀大使館的事件。儘管未找到直接證據，但經由相關佐證能窺見蔣經國在劉自然事件中可能扮演規劃、組織群眾的角色。是故，最後蔣經國也要負起政治責任，暫時遠離政治核心”
1957年6月15日，劉煒調任國家安全局設計委員。 1969年6月24日在台北逝世。

## 榮譽勳章
雲麾勳章、忠勤勳章、抗戰勝利勳章、干城獎章、光華獎章